# Alice Salomon

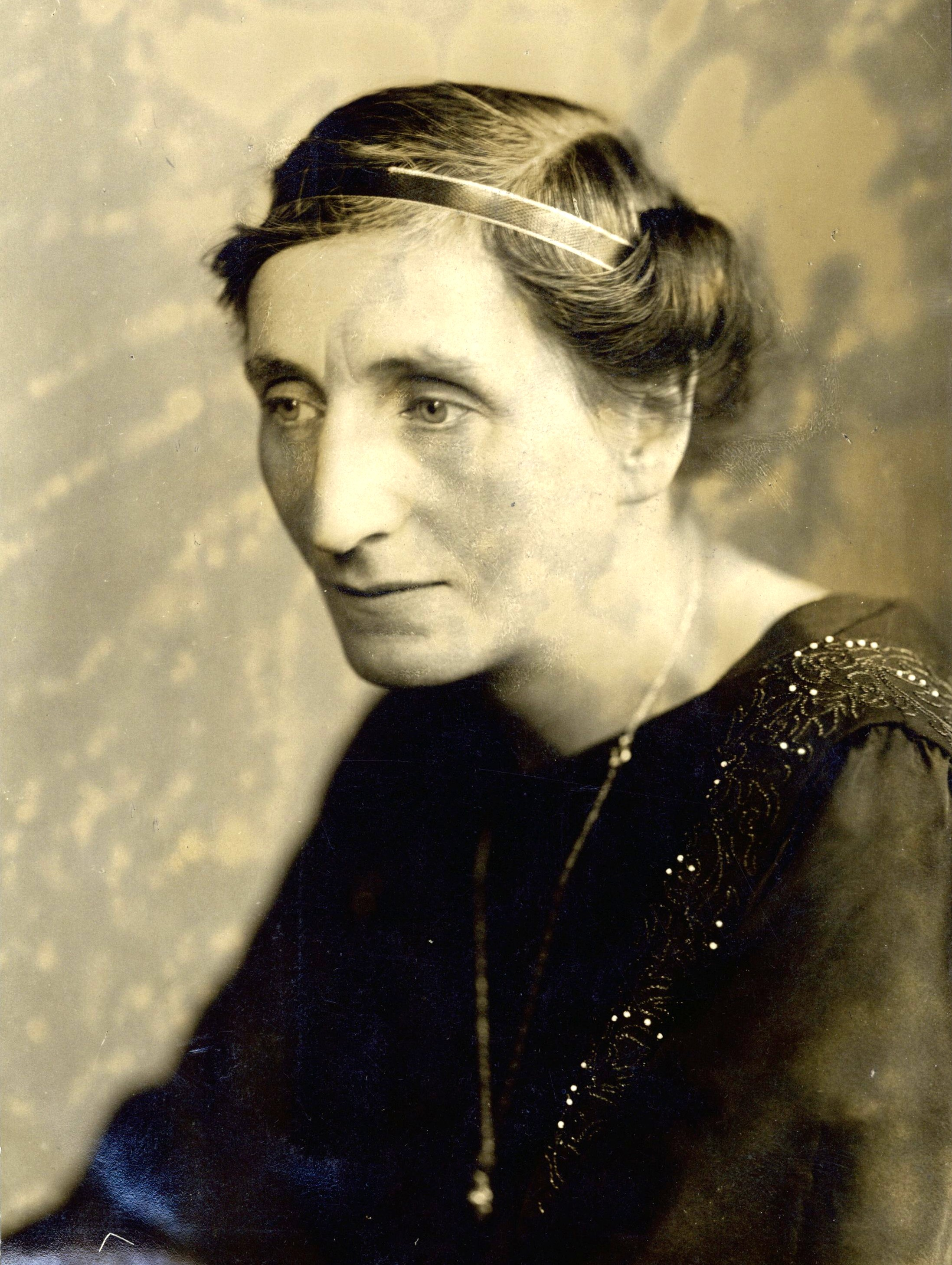
Alice Salomon

Alice Salomon (19 de abril de 1872, Berlín - 30 de agosto de 1948, Nueva York) fue una reformista social alemana y pionera del trabajo social como una disciplina académica.  Su rol en el área del trabajo social fue tan importante en Alemania que un sello de franqueo postal (en la imagen) fue emitido en 1989 por Deutsche Bundespost en su memoria. Fueron nombrados en su honor una universidad, un parque y una plaza en Berlín.

## Vida personal y profesional

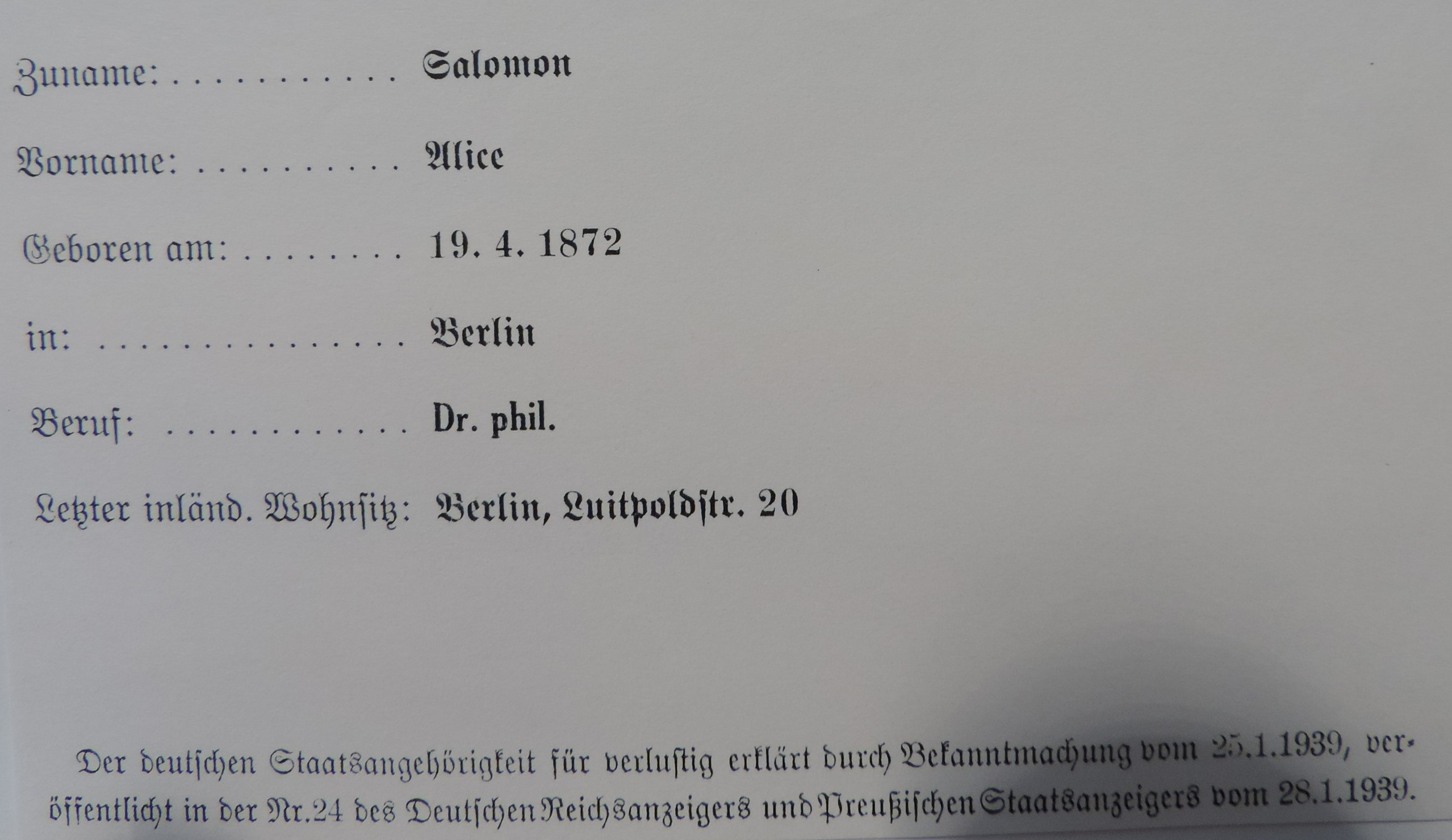
Alice Salomon, privación de la nacionalidad alemana.

Alice Salomon fue la tercera de ocho niños, y la segunda hija, de Albert y Anna Salomon.  Como muchas mujeres de familias ricas en este periodo,  se le negó una educación más avanzada, a pesar de su ambición de convertirse en docente.  En 1893, a los  21 años de edad, pudo finalmente acceder a educación académica, algo que registró en su autobiografía como "el momento en que su vida empezó".
En 1900 se unió al Bund Deutscher Frauenvereine BDF ("Federación de asociaciones de mujeres alemanas").  En su transcurso en esa institución, fue elegida presidenta de la federación y mantuvo esta función hasta 1920.  En el momento de unirse, el presidente era Gertrud Bäumer.  La organización daba apoyo a madres abandonadas o solteras y tenía como objetivo prevenir la desatención de sus hijos.
De 1902 a 1906  estudió economía en la Universidad Friedrich Wilhelm en Berlín. Aunque  no obtuvo calificaciones relevantes,  sus publicaciones fueron suficientes para entrar a la universidad.  Obtuvo su doctorado en 1908 con una disertación titulada Die Ursachen der ungleichen Entlohnung von Männer- und Frauenarbeit (Causas de la desigualdad de sueldo entre hombres y mujeres).  También en este año  fundó una Soziale Frauenschule (Escuela Social de las Mujeres) en Berlín, que fue rebautizada "Escuela Alice Salomon" en 1932 y ahora se llama Alice-Salomon-Fachhochschule für Sozialarbeit und Sozialpädagogik Berlin ("Universidad Alice Salomon Alice de Educación Avanzada para el Trabajo Social y Ciencias Sociales de Berlín").